# Cimetière juif de Sulzburg
Le cimetière juif de Sulzburg (en allemand : jüdischer Friedhof Sulzburg) est un cimetière juif situé à Sulzburg dans le Land de Bade-Wurtemberg, en Allemagne. Il est protégé au titre des monuments historiques.

## Situation
Le cimetière juif se trouve sur la Badstraße dans le bois de Berholz. Il s'étend sur 61,84 ares.

## Historique

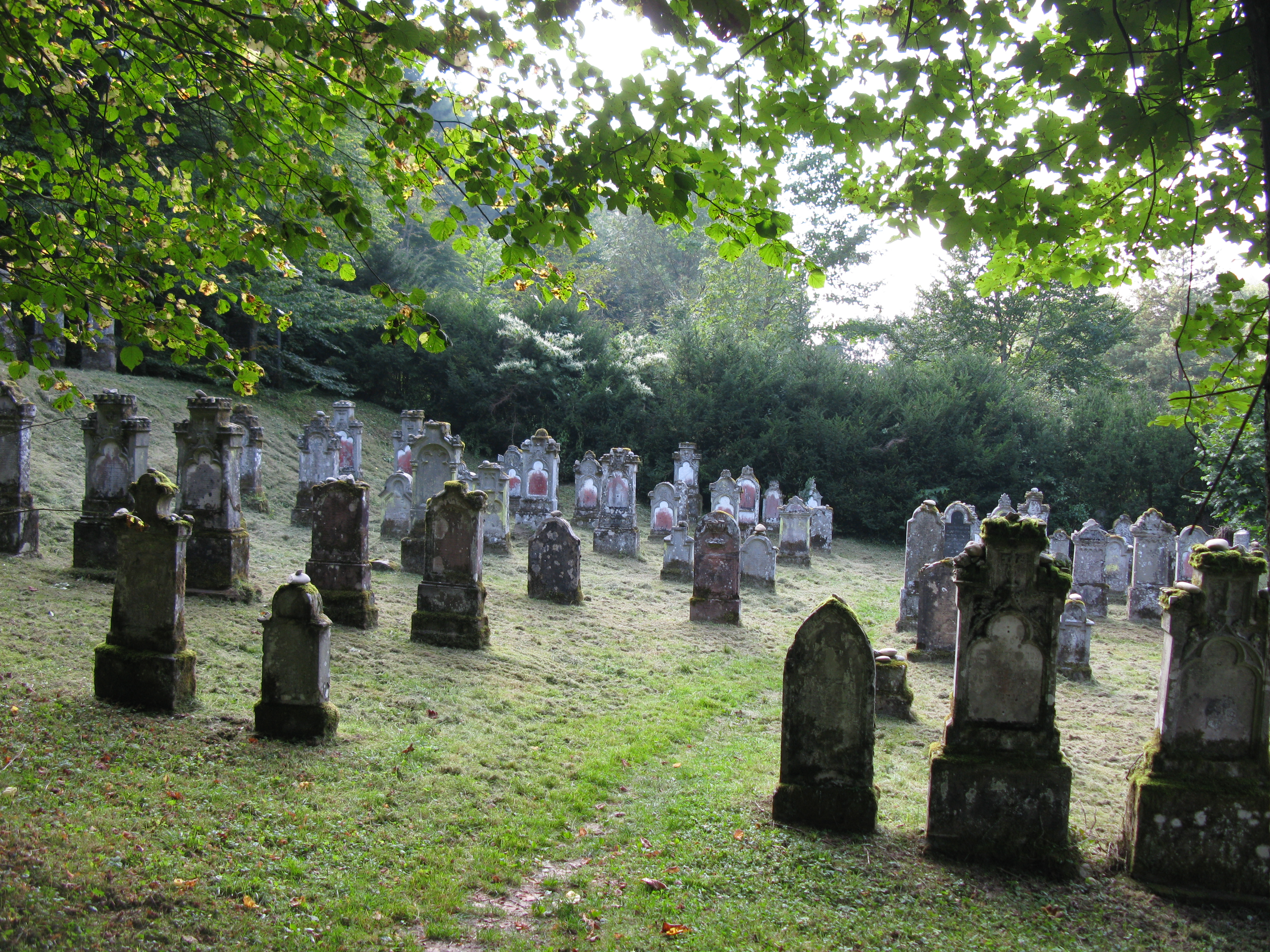
Des stèles au cimetière

Le cimetière est vraisemblablement construit au milieu du XVIe siècle,. Des Juifs de Sulzburg et alentours y sont inhumés jusqu'à l'ouverture du cimetière juif collectif de Lörrach en 1670. Durant plusieurs décennies, aucune tombe n'est ajoutée et le cimetière tombe en ruines.
En 1717, le cimetière retrouve sa vocation,. La petite salle du cimetière est construite à cette période. Le cimetière compte 462 tombes ; la plus vieille stèle datable est posée en 1731,. Des traces de profanation sont visibles dans la partie récente du cimetière.
En 1970, un monument est érigé en hommage aux victimes juives des persécutions sous le Troisième Reich.